# High Hopes (Frank Sinatra)
High Hopes è un brano musicale con testo scritto da Sammy Cahn e musica composta da Jimmy Van Heusen. 
La canzone è stata pubblicata per la prima volta nel 1959, interpretata da Frank Sinatra e dall'allora attore bambino Eddie Hodges nel film Un uomo da vendere (A Hole in the Head) diretto da Frank Capra.
La canzone è stata poi inclusa nella compilation di Sinatra All the Way in una versione differente.

## Tracce
- 7"

1. High Hopes
2. All My Tomorrows

## Premi
- Premi Oscar:
  - 1960: "migliore canzone"